# Teerfarben

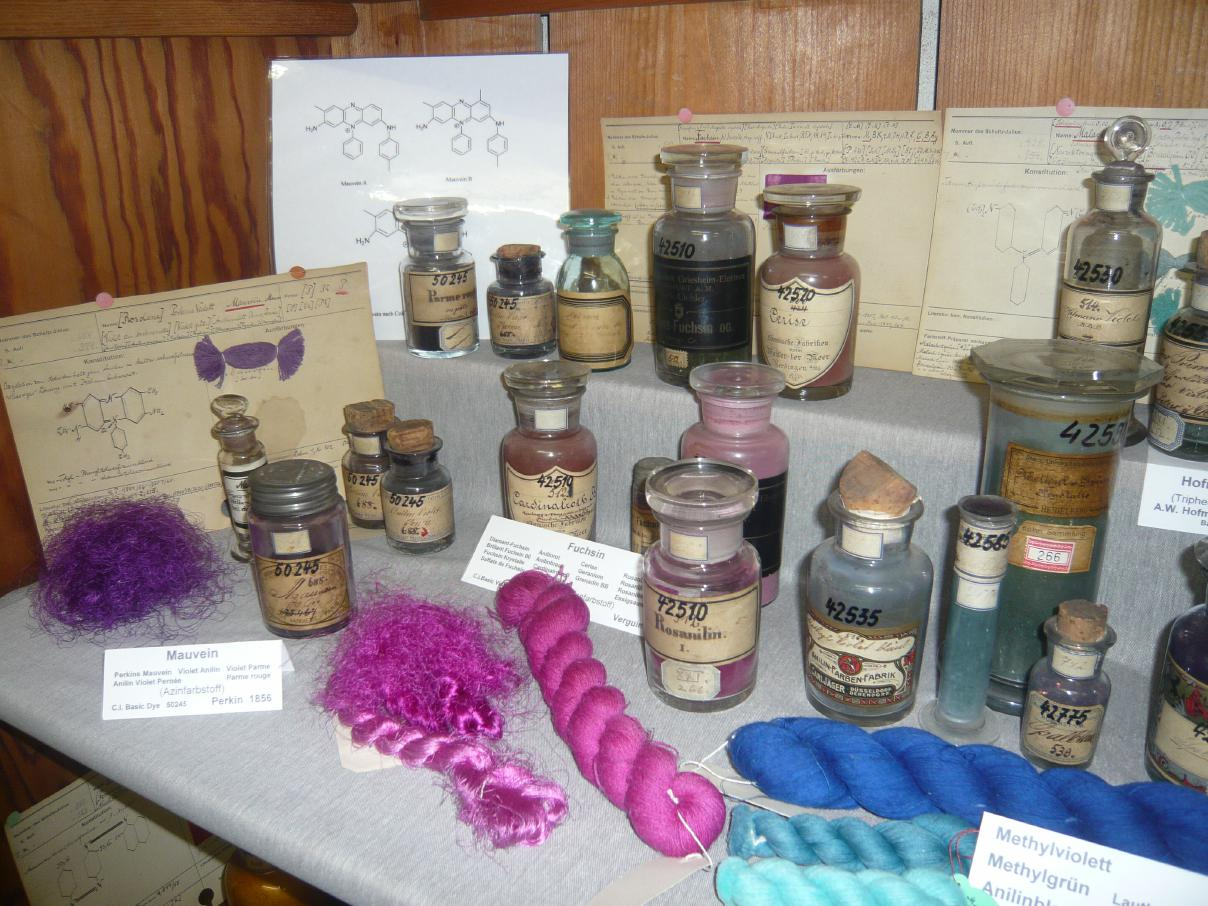
Sammlung der ersten brauchbaren Teerfarbstoffe in der Historischen Farbstoffsammlung der TU Dresden.

Als Teerfarben oder Teerfarbstoffe (auch Anilinfarben oder Anilinfarbstoffe) wurden ursprünglich die aus Bestandteilen des Steinkohlenteers (z. B. Anilin) synthetisch hergestellten organischen Farbstoffe bezeichnet. Der Begriff wurde oftmals auch im erweiterten Sinn für alle synthetischen Farbstoffe verwendet.

## Geschichte
Friedlieb Ferdinand Runge beschäftigte sich um 1830 mit der technischen Verwertung von Steinkohlenteer. Unter anderem isolierte und charakterisierte er das Anilin und entwickelte als Nachweis des Anilins die Rungesche Chlorkalkreaktion. Bei dieser werden schon Spuren von Anilin beim Versetzen mit Chlorkalklösung durch eine intensive rotviolette Färbung angezeigt. Nach weiterführenden Arbeiten von August Wilhelm von Hofmann wurde 1856 der erste synthetische Farbstoff durch den Hofmann-Schüler William Henry Perkin hergestellt. Perkin patentierte den violetten Farbstoff Mauvein, der sich für die Seidenfärbung eignete, und gründete die erste Teerfarbenfabrik Großbritanniens in Greenford Green bei London, in der bereits ab 1857 das Mauvein produziert wurde. In den Folgejahren nahm die Chemie der Teerfarben eine stürmische Entwicklung und führte zur Gründung vieler neuer Produktionsstätten. Bedeutende Hersteller waren das Teerfarbenwerk Oehler in Offenbach (1842 als Fabrik zur Teerdestillation gegründet), die Theerfarbenfabrik Meister, Lucius & Co. in Frankfurt (1863), Chemische Fabrik Kalle & Co. in Biebrich (1863), Chemische Fabrik Griesheim am Main (1863), Friedrich Bayer & Co in Elberfeld (1862) und die Badische Anilin- & Sodafabrik (BASF) in Ludwigshafen (1865).

## Verwendung
Die erste großtechnische Verwendung der Teerfarben war das Färben von Seide; sie wurden jedoch auch schon bald zur Färbung anderer Naturfasern wie Baumwolle und Wolle eingesetzt. Nichttextile Anwendungen wie z. B. die Papierfärbung, die Färbung von Leder wie Saffian oder auch die Lebensmittelfärbung folgten. Einer der ältesten Teerfarbstoffe, das Methylviolett B (Erfinder Charles Lauth, 1861), wird noch heute bei der Gram-Färbung verwendet.
Ab 1875 wurden durch Carl Weigert neue Methoden des Nachweises von Bakterien im Gewebe mit Anilinfarben eingeführt.